# Черијан-Епајлон (Долина Аосте)
Черијан-Епајлон је насеље у Италији у округу Долина Аосте, региону Долина Аосте.
Према процени из 2011. у насељу је живело 56 становника. Насеље се налази на надморској висини од 1032 м.